# Hexacylloepus abditus
Hexacylloepus abditus är en skalbaggsart som beskrevs av Hinton 1937. Hexacylloepus abditus ingår i släktet Hexacylloepus och familjen bäckbaggar. Inga underarter finns listade i Catalogue of Life.